# Francesca Caccini
Francesca Caccini (18 de setembro de 1587 – depois de 1641) foi uma compositora, cantora, lutenista, poetisa e professora de música italiana do início do período Barroco. Ela também era conhecida pelo apelido de "La Cecchina", dado a ela pelos Florentinos e, provavelmente, um diminutivo de "Francesca". Ela era filha de Giulio Caccini. Sua única ópera sobrevivente é La liberazione di Ruggiero.

## Infância, estudos e carreira
Caccini nasceu em Florença e recebeu uma educação humanista (latim, um pouco de grego, matemática e línguas e literatura modernas), além dos primeiros passos na educação musical com seu pai. De acordo com Liliana Panella, o primeiro testemunho confiável das performances vocais de Francesca, juntamente a sua irmã Settimia, na corte dos Medici, data de 1602, no seu diário, Cesare Tinghi conta que, em 3 de abril de 1602, a igreja de São Nicolau, em Pisa, para a qual a corte se mudava todo ano durante a Quaresma, música poli-coral era dirigida por "Giulio Romano [Giulio Caccini], com sua esposa (a segunda esposa, Margherita) e as duas filhas cantando bem".
No começo de sua vida, Caccini se apresentava com seus pais, seu meio-irmão Pompeo, sua irmã Settimia, e, possivelmente, outros pupilos não mencionados da família Caccini. O conjunto era conhecido por contemporâneos como le donne di Giulio Romano. Depois que ela foi contratada pela corte, ela continuou a se apresentar com o conjunto da família até a dissolução do mesmo, ocorrida após Settimia se casar e, consequentemente, se mudar para Mântua. Caccini serviu a corte dos Medici como professora, cantora de câmara, técnica de ensaio e compositora de música de câmara e de palco até o início de 1627. Em 1614 ela era a musicista da corte mais bem paga, em parte porque sua virtuosidade musical exemplificava bem a ideia da excelência feminina projetada pela regente de Toscana, a grã-Duquesa Cristina de Lorena.
Acredita-se que Caccini era uma compositora rápida e produtiva, compondo tanto quanto seus colegas Jacopo Peri e Marco da Gagliano. Muito pouco de sua música sobreviveu. A maior parte de sua música de palco foi composta para apresentações de comédias do poeta Michelangelo Buonarroti, o Jovem (sobrinho neto do artista de mesmo nome), como La Tancia (1613), Il passatempo (1614) e La fiera (1619). Em 1618, ela publicou uma coleção de trinta e seis canções solo e duetos de soprano;baixo (Il primo libro delle musiche), que é um compêndio de estilos contemporâneos, variando de lamentos harmonicamente aventureiros e intensamente movimentados para canções sagradas alegres em italiano e latim, a canções espirituosas e estróficas sobre as alegrias e perigos do amor romântico.
No inverno de 1625 (verão no Hemisfério Sul), Caccini compôs toda a música para um balé-comédia de 75 minutos intitulado La liberazione di Ruggiero dall'isola d'Alcina, que foi apresentado para o príncipe da Polônia, Ladislaus Sigismondo (mais tarde Władysław IV), que visitava o local.
Depois do primeiro marido de Caccini (Giovanni Battista Signorini, com quem teve uma filha, Margherita, em 1622) morrer em dezembro de 1626, ela rapidamente arranjou outro casamento em outubro 1627, desta vez com um nobre amante da música em Lucca, Tommaso Raffaelli. Ela morou nas casas de Tommaso em Lucchese, aparentemente tendo um filho, (também Tommaso, em 1628) e tendo algum relacionamento musical com a família Buonvisi em Lucca, até a morte dele em 1630.
Embora quando esposa de um nobre ela tenha negado ao menos um convite para se apresentar (em Parma, em 1628), tentou voltar a servir os Medici assim que enviuvou, mas seu retorno foi atrasado pelas pragas de 1630-33. Em 1634, ela voltou a Florença com os dois filhos e se tornou professora de música de sua filha Margherita e da princesa dos Medici que morou ou frequentou o convento de La Crocetta. Ela também compôs e apresentou música de câmara e fez pequenos espetáculos para a corte das mulheres. Caccini deixou o serviço dos Medici em 8 de maio de 1641 e sumiu dos registros públicos.